# Деца војници у Африци
Деца војници у Африци представљају децу (дефинисана Конвенцијом о правима детета као особе млађе од 18 година) која су регрутована за учешће у војним операцијама и војним кампањама кроз историју и у многим државама и културама.
Деца могу учествовати у војним сукобима у склопу државних оружаних снага, али и у склопу недржавних оружаних групе и организација, у оквиру којих се могу обучавати за директно учествовање у борбама или им се могу додељивати и друге помоћне улоге као што су портири, кувари, курири, или користити за тактичку предност као живи штит или за политичку предност у пропаганди.
Генерално, деца су лака мета за регрутовање и контролу због њихове подложности утицају. Регрутовање деце за учешће у војним сукобима се може вршити на силу, али одређени проценат деце добровољно бира да се придружи зараћеним странама, често да би избегли сиромаштво или зато што очекују да војни живот понуди обред преласка до зрелости.
Ангажовање деце у ратним сукобима носи бројне последице. Деца војници која преживе оружани сукоб често развију психијатријске болести, слабу писменост и рачунање, као и проблеме у социјалном понашању који се најчешће манифестују као појачана агресија, што заједно доводи до повећаног ризика од лоше адаптације у друштву, незапослености и сиромаштва у одраслом добу. Истраживања у Уједињеном Краљевству и Сједињеним  Америчким Државама такође су открила да је ангажовање и обука деце адолесцената, чак и када нису послани у рат, често праћени већим ризиком од самоубиства, менталним поремећајима повезаним са стресом, злоупотреба алкохола, и насилничко понашање.
Од 1970-их, бројни споразуми су успешно смањили регрутовање и коришћење деце широм света. Без обзира на то, четвртина оружаних снага широм света, посебно оних у економски моћним државама, још увек обучава децу адолесцената за војну службу, док је другде употреба деце у оружаним сукобима и побунама порасла последњих година.

## Деца у ратним сукобима кроз историју
Историја је пуна примера да су деца обучавана и коришћена за учешће у борбама, додељена за помоћне улоге као што су портири или курири, коришћена као сексуални робови, или регрутована за тактичку предност као живи штит или за политичку предност у пропаганди.
Године 1814, на пример, Наполеон I Бонапарта је пред сам крај своје владавине, када се суочио са проблемом бројности своје армије, регрутовао велики број деце за своју војску.
На хиљаде деце је учествовало на свим зараћеним странама Првог и Другог светског рата. Најупечатљивији пример је постојање Хитлерјугенда  (у преводу Хитлерова омладина) која је била паравојна организација Нацистичке партије. Постојала је од 1922. до 1945, и била друга најстарија нацистичка паравојна група, основана годину дана након сличне групе за одрасле, Штурмабтајлунг (СА). До 1930, Хитлерјугенд је уписао преко 25.000 дечака старих четрнаест година и више. Такође је успостављен и јуниорски огранак, Дојчес јунгфолк, за дечаке од десет до четрнаест година. Девојчице од десет до осамнаест година су имале паралелну организацију, Bund Deutscher Madel (БДМ), Савез немачких девојчица. До 1945, за Хитлерјугенд је било уобичајено да регрутује дванаестогодишњаке. Током битке за Берлин, Хитлерјугенд је чинио већи део немачке задње линије одбране, и причало се да су деца била међу оштријим борцима.
Осим овог случаја, деца су и даље била коришћена током 20. и раног 21. века на свим континентима, са концентрацијама у деловима Африке, Латинске Америке и Блиског истока. Постоје процене да су током 2003. године деца војници учествовала у око три четвртине тада активних војних сукоба сукоба.

## Покретачки фактори
Више је фактора који утичу и који могу бити покретачи регрутације и ангажовања деце у војним активностима. Упркос физичкој и психичкој неразвијености деце у односу на одрасле, постоји много разлога зашто их државне и недржавне војне организације регрутују, и зашто су деца често привучена да се придруже својом вољом. Међу важнијима ту су психолошки фактори јер у односу на одрасле, мања неуролошка и психолошка развијеност деце, укључујући адолесценте, чини их подложнијим регрутовању и такође мање способне да доносе одлуке без уважавања ризика које доношење такве одлуке доноси.
Истраживања откривају да они који се баве регрутовањем деце за учешће у војним сукобима циљају децу сиромашнијег порекла. У Великој Британији, на пример, војска сматра да је лакше привући децу регруте од 16 година него одрасле од 18 година, посебно оне из сиромашнијег порекла. Једном регрутована, деца су лакша од одраслих за индоктринисање и контролу,  и мотивисанија су од одраслих да се боре и за неновчане подстицаје као што су религија, част, престиж, освета и дужност.
Друштвени фактори су такође веома битни. Растућа популација младих људи у односу на старије генерације учинила је децу јефтиним и доступним ресурсом за војне организације.
Војни фактори у многоме доприносе лакшем регрутовању деце у савремено доба. Глобално умножавање лаког аутоматског оружја, за чије руковање деца лако могу да се обуче, такође је учинила да употреба деце као директних бораца буде пожељна. Неки вође оружаних група су тврдили да деца, упркос својој неразвијености, уносе велике квалитете бораца у борбену јединицу, често су изузетно неустрашива, окретна и издржљива.
Тек последњих деценија су почели међународни напори да се ограничи и знатно смањи злоупотреба деце у оружаним сукобима. Усвајање Опционог протокола о учешћу деце у оружаним сукобима енгл. Optional Protocol on the Involvement of Children in Armed Conflict (OPAC)  2000. године обавезало је државе које су га ратификовале да „предузму све изводљиве мере” како би осигурале да ниједно дете не учествује директно у непријатељствима и да престану са регрутацијом млађих од 16 година. Без обзира на то, од 2018. године, деца млађа од 18 година и даље су регрутована и обучавана за војне сврхе у 46 земаља, што је отприлике једна четвртина свих земаља. Већина ових држава регрутује од 17 година, мање од 20 регрутује од 16 година, а непознати, мањи број, регрутује млађу децу. 
Данас, због широко распрострањене злоупотребе деце у областима где оружани сукоби и несигурност спречавају приступ званичницима УН и другим посматрачима, тешко је проценити колико је деце погођено. У 2017. Child Soldiers International проценио да је неколико десетина хиљада деце, вероватно више од 100.000, било у државним и недржавним војним организацијама широм света, а 2018. организација је известила да се деца користе за учешће у најмање 18 оружаних сукоба. Процењује се да девојчице чине око 40% популације деце војника.

## Деца војници у Африци
Канцеларија УН за координацију хуманитарних послова је 2003. године проценила да је до половине деце укључене у државне оружане снаге и недржавне оружане групе широм света било у Африци. У 2004. години, Child Soldiers International је проценио да је 100.000 деце коришћено у државним и недржавним оружаним снагама на афричком континенту, а 2008. године процена је дала укупан број од 120.000 деце, или 40 процената од укупног светског броја.
До 2022. године, Уједињене нације (УН) су идентификовале 12 земаља у свету у којима се деца регрутују за припадност недржавним наоружаним паравојним организацијама као што су милиције, побуњеници, терористичке организације, герилски покрети, покрети за оружано ослобођење и друге врсте војних организација. Такође, потврђено је да се у шест афричких држава деца регрутују у државне оружане снаге: Централноафричка Република, Демократска Република Конго, Мали, Сомалија, Судан и Јужни Судан.

### Централнoaфричка Република
Злоупотреба деце од стране оружаних група у Централноафричкој Републици, земљи са око пет милиона становника, је историјски уобичајена и веома присутна пракса. Између 2012. и 2015. године, чак 10.000 деце је коришћено од стране оружаних група у оружаном сукобу широм земље, а од 2016. деца су и даље коришћена. Углавном муслиманска коалиција оружаних група Селека и претежно хришћанске милиције Анти-балака користиле су децу на овај начин, неки старости чак осам година. У мају 2015. на Форуму де Бангуи (састанак владе, парламента, оружаних група, цивилног друштва и верских вођа), одређени број наоружаних група пристао је да демобилише хиљаде деце.  
2016. године у Централноафричкој Републици, према подацима Уједињених нација, 2.691 дечака и 1.206 девојчица је званично одвојено од оружаних група. Упркос томе, регрутовање и коришћење деце у војне сврхе порасло је за отприлике 50 процената током те године, углавном приписано Господњој војсци отпора (Lord's Resistance Army)  

### Демократска Република Конго
У Демократској Републици Конго, у којој живи више од 90 милиона становника, преко половине становништва чине деца млађа од 18 година. На хиљаде од те деце служи у војсци Демократске Републике Конго и разним побуњеничким милицијама. Процењује се да се више од 30.000 деце борило са разним странама у сукобу на врхунцу Другог конгоанског рата (1988-2002). Овај рат се због изrаженог мешања страних фактора назива и Афрички светски рат.
Тренутно, Демократска Република Конго има један од највећих процената деце војника на свету. Међународни суд је донео пресуду о овој пракси током рата. Томас Лубанга Диило, један од вођа рата у овој држави, осуђен је на 14 година затвора због своје улоге у регрутовању деце војника између 2002. и 2003. Лубанга је руководио Унијом конгоанских патриота и њеним оружаним крилом Патриотске снаге за Ослобођење Конга. Деца су тада била приморана да се боре у оружаном сукобу у Итури. 

### Сомалија
Сомалија, држава на крајњем истоку афричког континента на обали Индијског океана, представља можда и најнебезбеднију државу на свету. Насељена још од палеолита, независност од Уједињеног Краљевства стекла је 1960. године. Грађански рат, са краћим прекидима, у Сомалији траје од 1977. године.
Извештај који је 2004. године објавио Child Soldiers International процењује да је 200.000 деце регрутовано у различите паравојне формације против њихове воље од 1991. године. Генерални секретар УН Антонио Гутерес је 2017. прокоментарисао извештај УН у коме се процењује да је преко 50 процената чланства Ал Шабаба (Al-Shabaab познат и као Ash-Shabaab) у земљи млађе од 18 година, а да су неки од само девет послати да се боре. Извештај је потврдио да је 6.163 деце регрутовано у Сомалији између 1. априла 2010. и 31. јула 2016. године, од којих су 230 било женског пола. Ал-Шабаб је учинио седамдесет процената овог регрутовања, а Сомалијска национална армија је такође учествовала у регрутовању деце.

### Судан
Судан, држава у североисточној Африци, са око 40 милиона становника, којој је до 2011. припадао сада независни Јужни Судан, потресају ратни сукоби више деценија уназад. У 2004. години, око 17.000 деце користиле су државне оружане снаге и недржавне оружане групе. Чак 5.000 деце било је део главне наоружане опозиционе групе у то време, Суданске народноослободилачке армије (СПЛА).

### Уганда
Република Уганда je држава централне Африка са око 40 милиона становника „ Lord's Resistance Army у Уганди је постала позната углавном кроз присилно регрутовање хиљада деце и адолесцената који су били обучени као војници или су били приморани да се 'жене' члановима побуњеничке групе... За разлику од свих других, или ранијих, побуњеничких група у Уганди, ЛРА је насилну отмицу или поробљавање деце (по могућности старости између дванаест и четрнаест година) учинила главним методом регрутовања и концентрисала своје активности на нападе на цивилно становништво.“

### Зимбабве
Године 2003. енглески часопис Гардијан је известио о вишеструким кршењима људских права од стране Националне службе за младе, омладинске милиције коју спонзорише држава у Зимбабвеу. Првобитно замишљена као патриотска омладинска организација, постала је паравојна група младих између 10 и 30 година и коришћена је за сузбијање неслагања у земљи. Организација је коначно забрањена почетком 2018. године.

## Спречавање злуопотребе деце у ратним сукобима и реинтеграција
Међународни напори да се смањи број деце у војним организацијама у Африци почели су усвојеним принципима у Кејптауну, из 1997. године. Принципи су предложили да се афричке владе обавежу на усвајање минималне старосне доби за регрутацију у војску  од 18 година. Принципи су такође дефинисали да дете војник укључује сваку особу млађу од 18 година која је „део било које врсте регуларних или нерегуларних оружаних снага или групе у било ком својству... укључујући девојке регрутоване у сексуалне сврхе...“.
2007. године, конференција Слободна деца из рата у Паризу произвела је Париске принципе, који су пречистили и ажурирали принципе Кејптауна, применили их на глобалном нивоу и изнели практичан приступ реинтеграцији садашњих деце војника.
Child Soldiers International дефинише реинтеграцију деце као: „Процес кроз који се деца која су раније била повезана са оружаним снагама/групама подржавају да се врате у цивилни живот и играју цењену улогу у својим породицама и заједницама“. Програми који имају за циљ рехабилитацију и реинтеграцију деце војника, попут оних које спонзорише УНИЦЕФ, често наглашавају три компоненте: спајање породице/мрежа заједнице, психолошка подршка и образовање. Ови напори захтевају минимално ангажовање од 3 до 5 година да би програми били успешно спроведени. Генерално, напори на реинтеграцији имају за циљ да врате децу у безбедно окружење, да створе осећај праштања у име породице и заједнице детета кроз верске и културне церемоније и ритуале, и подстичу поновно уједињење детета са њиховом породицом.
Реинтеграцију деце након учешћа у ратним сукобима може бити отежана у случајевима када је дотично дете учествовало у ратним злочинима, јер се у тим случајевима појачава стигма унутар друштвене заједнице. У оваквим случајевима велики број деце се суочава са ризиком од поновне регрутације, што додатно отежава покушаје реинтеграције.
У реинтеграцији деце посебну пажњу захтевају девојчице војници и случајеви када је присутна злоупотреба дроге међу децом војницима. Деца војници која злоупотревљавају дроге или која су оболела од полно преносивих болести захтевају додатне програме специфичне за њихове потребе.